# Lesenjače
Lesenjače (znanstveno ime Xylaria) so rod gliv iz družine lesenjačark (Xylariaceae). Zaradi njihovega videza nekaterim vrstam pravijo tudi mrtvečevi prsti.

## Značilnosti
Plodna telesa lesenjač so običajno pokončna, valjasta, kijasta ali razvejana. Pogosto so temne barve (črne ali rjave) in imajo lahko v mladosti oziroma nespolni fazi belo ali sivkasto praškasto prevleko. Visoke so od nekaj centimetrov do več kot 10 cm. Vsebujejo peritecije, strukture v obliki bučke, ki proizvajajo trose. Ti so na površini gob videti kot majhne izbokline ali jamice.
Lesenjače so saprobne, kar pomeni, da razgrajujejo odmrlo organsko snov, zlasti les. Običajno jih najdemo na propadajočih deblih, štorih ali vejah listavcev.
Trosi so običajno temno rjavi do črni, gladki ali fino hrapavi in imajo pogosto zarodno režo vidno kot tanko črto ali utor na površini trosov. So različnih velikosti, vendar na splošno v območju 10–20 µm x 4–8 µm. V nespolnem anamorfnem stadiju so gobe pogosto prekrite z belo ali sivkasto praškasto plastjo nespolnih trosov - konidijev. 
V mikrobiološki kulturi lesenjače pogosto proizvajajo gost, temen micelij in lahko pod ustreznimi pogoji tvorijo gobe.

## Seznam lesenjač Slovenije[5]
- žirova lesenjača (Xylaria carpophila)
- sterilna lesenjača (Xylaria digitata)
- nitasta lesenjača (Xylaria filiformis)
- vitka lesenjača (Xylaria hypoxylon)
- dolgobetna lesenjača (Xylaria longipes)
- glogova lesenjača (Xylaria oxyacanthae)
- kopučasta lesenjača (Xylaria polymorpha)

## Galerija slik
- anamorf vitke lesenjače
- kopučasta lesenjača
- žirova lesenjača
- mešički s trosi dolgobetne lesenjače